# Fußball-Weltmeisterschaft 1938
Die Endrunde der Fußball-Weltmeisterschaft 1938 (französisch Coupe du Monde) war die dritte Ausspielung des bedeutendsten Turniers für Fußballnationalmannschaften und fand vom 4. bis zum 19. Juni 1938 in Frankreich statt.
Bei der vorigen WM in Italien hatten die Nationalmannschaften von Deutschland und Österreich den dritten und vierten Platz belegt. Mitte März 1938, weniger als drei Monate vor Turnierbeginn, erfolgte der „Anschluss“ Österreichs an das Deutsche Reich, das dann auch als „Großdeutschland“ bezeichnet wurde. Infolgedessen nahmen Österreicher nicht mit der qualifizierten eigenen Mannschaft an der WM teil, sondern auf Anordnung der NSDAP-Parteiführung – und gegen den Willen des Reichstrainers Sepp Herberger – nur als Teil einer paritätisch neu gebildeten großdeutschen Mannschaft. Diese Elf ging als einer der Favoriten in das Turnier, aber die Spieler aus den zuvor getrennten Ländern waren noch nicht aufeinander abgestimmt. Nach einer frühen 1:0-Führung gegen die Schweiz trennte man sich in Paris 1:1 nach Verlängerung. Fünf Tage später im Wiederholungsspiel führte Großdeutschland bereits 2:0, verlor dennoch 2:4.
Die Schweiz schied in der nächsten Runde aus, wie die anderen Mannschaften, die ein Wiederholungsspiel absolvieren mussten. Seither wurden bei Fußball-Weltmeisterschaften keine Wiederholungsspiele mehr durchgeführt. Der ebenfalls als Favorit gehandelte Gastgeber Frankreich schied im Viertelfinale aus, mit dem Trost, nur dem alten und neuen Weltmeister unterlegen gewesen zu sein, denn Italien verteidigte seinen WM-Titel erfolgreich.

## Vergabe
Die Wahl des Austragungsortes traf die FIFA am 13. August 1936 auf ihrem Kongress in Berlin. Frankreich setzte sich mit 19:4 Stimmen gegen Mitbewerber Argentinien durch. Der dritte Bewerber Deutschland, der zudem für 1942 kandidierte, blieb bei dieser Abstimmung ohne Stimme.

## Spielorte
Die Spiele der Weltmeisterschaft wurden in zehn Stadien in zehn verschiedenen französischen Städten ausgetragen. Der Spielort Lyon war für das ausgefallene Spiel Schweden gegen Österreich vorgesehen.
Für Le Havre nennt die FIFA das Stade de la Cavée Verte als Spielort. Jedoch belegen Fotografien der einzigen in Le Havre ausgetragenen Partie, dass es sich beim Spielort einwandfrei um das Stade Municipal handelte.
| Stadt     | Stadionname                                   | Kapazität* | Spiele |
| --------- | --------------------------------------------- | ---------- | ------ |
| Antibes   | Stade du Fort Carré                           | 22.850     | 1      |
| Bordeaux  | Stade du Parc Lescure (auch: Stade Municipal) | 26.650     | 3      |
| Colombes  | Stade Olympique Yves-du-Manoir                | 59.900     | 3      |
| Le Havre  | Stade Municipal                               | 28.650     | 1      |
| Lille     | Stade Victor Boucquey                         | 23.000     | 1      |
| Lyon      | Stade Gerland                                 |            | 0      |
| Marseille | Stade Vélodrome                               | 35.900     | 2      |
| Paris     | Parc des Princes                              | 35.700     | 3      |
| Reims     | Stade Vélodrome Municipal                     | 20.000     | 1      |
| Straßburg | Stade de la Meinau                            | 31.600     | 1      |
| Toulouse  | Stadium Municipal                             | 20.000     | 2      |

* Stand zum Zeitpunkt der Weltmeisterschaft im Juni 1938

## Qualifikation

### Teilnehmer
Von den 36 gemeldeten Mannschaften konnten sich 16 für die Endrunde der WM 1938 qualifizieren.

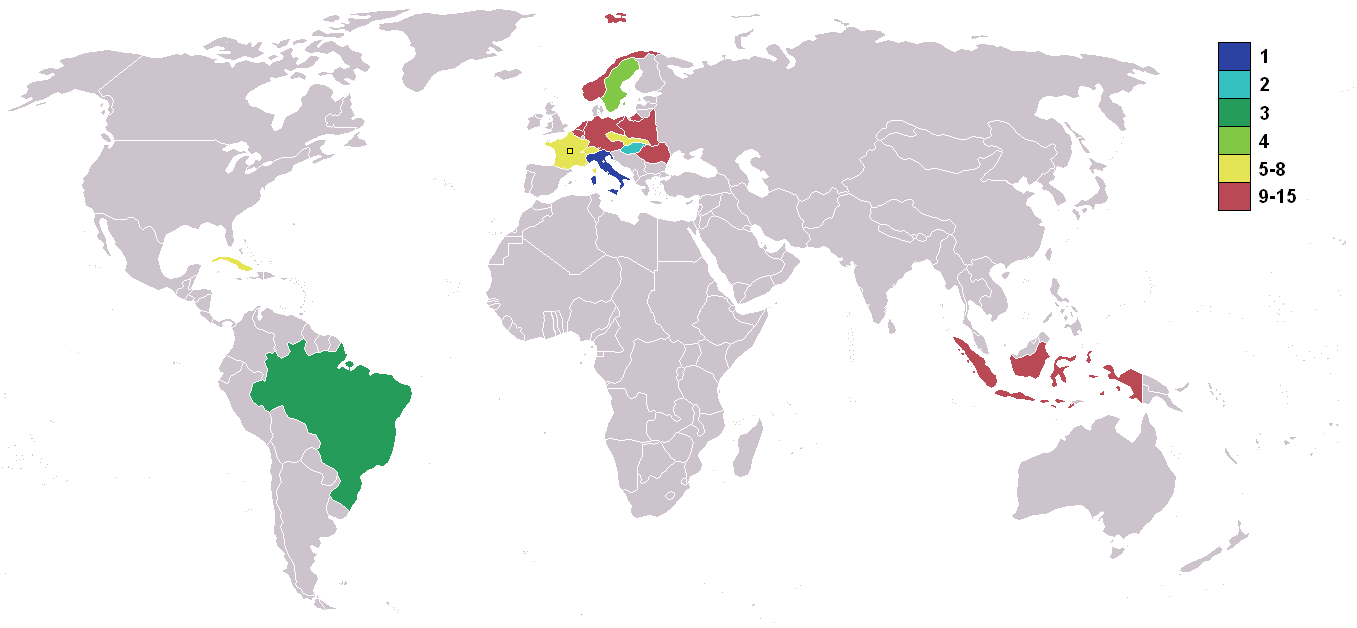
Weltkarte der Teilnehmer mit deren Platzierungen

| 13 aus Europa                              | Belgien               | Deutsches Reich       | Frankreich            | Königreich Italien    |
| 13 aus Europa                              | Niederlande           | Norwegen              | Österreich 1          | Polen                 |
| 13 aus Europa                              | Rumänien              | Schweden              | Schweiz               | Tschechoslowakei      |
| 13 aus Europa                              | Ungarn                |                       |                       |                       |
| 1 aus Südamerika                           | Brasilien             | Brasilien             | Brasilien             | Brasilien             |
| 1 aus Nord-, Mittelamerika und der Karibik | Kuba                  | Kuba                  | Kuba                  | Kuba                  |
| 1 aus Asien                                | Niederländisch-Indien | Niederländisch-Indien | Niederländisch-Indien | Niederländisch-Indien |

## Modus
Wie ihr Vorgänger wurde die WM 1938 im K.-o.-System ausgetragen. Im Falle eines Unentschiedens wurde das Spiel um 30 Minuten verlängert, stand auch nach 120 Minuten kein Sieger fest, so wurde ein Wiederholungsspiel angesetzt.
Erneut wurden bei der Auslosung am 5. Mai 1938 die Mannschaften wie auch 1934 für das Achtelfinale in gesetzte und nicht gesetzte Mannschaften eingeteilt. Den gesetzten wurden dabei die nicht gesetzten Mannschaften als Gegner zugelost.
| Gesetzte Teams  | Gesetzte Teams   | Nicht gesetzte Teams | Nicht gesetzte Teams  |
| --------------- | ---------------- | -------------------- | --------------------- |
| Brasilien       | Österreich       | Belgien              | Rumänien              |
| Deutsches Reich | Kuba 1           | Niederlande          | Schweden              |
| Frankreich      | Tschechoslowakei | Norwegen             | Schweiz               |
| Italien         | Ungarn           | Polen                | Niederländisch-Indien |

Für Informationen zu den einzelnen Qualifikationswegen und Kadern der Mannschaften auf den jeweiligen Link klicken.

## Finalrunde

### Spielplan
|  | Achtelfinale     | Achtelfinale |                  |          | Viertelfinale    | Viertelfinale |  |  | Halbfinale | Halbfinale |  |  | Finale | Finale |
|  |                  |              |                  |          |                  |               |  |  |            |            |  |  |        |        |
|  |                  |              |                  |          |                  |               |  |  |            |            |  |  |        |        |
|  | Italien          | 121          |                  |          |                  |               |  |  |            |            |  |  |        |        |
|  | Italien          | 121          |                  |          |                  |               |  |  |            |            |  |  |        |        |
|  | Norwegen         | 1            |                  |          |                  |               |  |  |            |            |  |  |        |        |
|  | Norwegen         | 1            | Italien          | 3        |                  |               |  |  |            |            |  |  |        |        |
|  |                  |              | Italien          | 3        |                  |               |  |  |            |            |  |  |        |        |
|  |                  | Frankreich   | 1                |          |                  |               |  |  |            |            |  |  |        |        |
|  | Frankreich       | Frankreich   | 1                | 3        |                  |               |  |  |            |            |  |  |        |        |
|  | Frankreich       |              |                  | 3        |                  |               |  |  |            |            |  |  |        |        |
|  | Belgien          | 1            |                  |          |                  |               |  |  |            |            |  |  |        |        |
|  | Belgien          | 1            | Italien          | 2        |                  |               |  |  |            |            |  |  |        |        |
|  |                  |              | Italien          | 2        |                  |               |  |  |            |            |  |  |        |        |
|  |                  | Brasilien    | 1                |          |                  |               |  |  |            |            |  |  |        |        |
|  | Tschechoslowakei | Brasilien    | 1                | 131      |                  |               |  |  |            |            |  |  |        |        |
|  | Tschechoslowakei |              |                  | 131      |                  |               |  |  |            |            |  |  |        |        |
|  | Niederlande      | 0            |                  |          |                  |               |  |  |            |            |  |  |        |        |
|  | Niederlande      | 0            | Tschechoslowakei | (1) 1    |                  |               |  |  |            |            |  |  |        |        |
|  |                  |              | Tschechoslowakei | (1) 1    |                  |               |  |  |            |            |  |  |        |        |
|  |                  | Brasilien    | 2(1) 22          |          |                  |               |  |  |            |            |  |  |        |        |
|  | Brasilien        | Brasilien    | 2(1) 22          | 161      |                  |               |  |  |            |            |  |  |        |        |
|  | Brasilien        |              |                  | 161      |                  |               |  |  |            |            |  |  |        |        |
|  | Polen            | 5            |                  |          |                  |               |  |  |            |            |  |  |        |        |
|  | Polen            | 5            | Italien          | 4        |                  |               |  |  |            |            |  |  |        |        |
|  |                  |              | Italien          | 4        |                  |               |  |  |            |            |  |  |        |        |
|  |                  | Ungarn       | 2                |          |                  |               |  |  |            |            |  |  |        |        |
|  | Kuba             | Ungarn       | 2                | 2(3) 22  |                  |               |  |  |            |            |  |  |        |        |
|  | Kuba             |              |                  | 2(3) 22  |                  |               |  |  |            |            |  |  |        |        |
|  | Rumänien         | (3) 1        |                  |          |                  |               |  |  |            |            |  |  |        |        |
|  | Rumänien         | (3) 1        | Kuba             | 0        |                  |               |  |  |            |            |  |  |        |        |
|  |                  |              | Kuba             | 0        |                  |               |  |  |            |            |  |  |        |        |
|  |                  | Schweden     | 8                |          |                  |               |  |  |            |            |  |  |        |        |
|  | Schweden         | Schweden     | 8                | kampflos |                  |               |  |  |            |            |  |  |        |        |
|  | Schweden         |              |                  | kampflos |                  |               |  |  |            |            |  |  |        |        |
|  | Österreich       |              |                  |          |                  |               |  |  |            |            |  |  |        |        |
|  | Schweden         | 1            |                  |          |                  |               |  |  |            |            |  |  |        |        |
|  | Schweden         | 1            |                  |          |                  |               |  |  |            |            |  |  |        |        |
|  |                  | Ungarn       | 5                |          |                  |               |  |  |            |            |  |  |        |        |
|  | Schweiz          | Ungarn       | 5                | 2(1) 42  |                  |               |  |  |            |            |  |  |        |        |
|  | Schweiz          |              |                  | 2(1) 42  |                  |               |  |  |            |            |  |  |        |        |
|  | Deutschland      | (1) 2        |                  |          |                  |               |  |  |            |            |  |  |        |        |
|  | Deutschland      | (1) 2        | Schweiz          | 0        |                  |               |  |  |            |            |  |  |        |        |
|  |                  |              | Schweiz          | 0        | Spiel um Platz 3 |               |  |  |            |            |  |  |        |        |
|  |                  | Ungarn       | 2                |          |                  |               |  |  |            |            |  |  |        |        |
|  | Ungarn           | Ungarn       | 2                | 6        | Brasilien        | 4             |  |  |            |            |  |  |        |        |
|  | Ungarn           |              |                  | 6        | Brasilien        | 4             |  |  |            |            |  |  |        |        |
|  | Niederl.-Indien  | 0            |                  | Schweden | 2                |               |  |  |            |            |  |  |        |        |

1 Sieg nach Verlängerung
2 Sieg nach Wiederholungsspiel

### Achtelfinale
|                                                   |   |                 |                      |
| 4. Juni 1938 um 17:00 Uhr in Paris                |   |                 |                      |
| Schweiz                                           | – | Deutsches Reich | 1:1 n. V. (1:1, 1:1) |
| 5. Juni 1938 um 17:00 Uhr in Reims                |   |                 |                      |
| Ungarn                                            | – | Niederl.-Indien | 6:0 (4:0)            |
| 5. Juni 1938 um 17:00 Uhr in Toulouse             |   |                 |                      |
| Kuba                                              | – | Rumänien        | 3:3 n. V. (2:2, 1:1) |
| 5. Juni 1938 um 17:00 Uhr in Colombes (bei Paris) |   |                 |                      |
| Frankreich                                        | – | Belgien         | 3:1 (2:1)            |
| 5. Juni 1938 um 17:00 Uhr in Marseille            |   |                 |                      |
| Königreich Italien                                | – | Norwegen        | 2:1 n. V. (1:1, 1:0) |
| 5. Juni 1938 um 17:30 Uhr in Straßburg            |   |                 |                      |
| Brasilien                                         | – | Polen           | 6:5 n. V. (4:4, 3:1) |
| 5. Juni 1938 um 18:30 Uhr in Le Havre             |   |                 |                      |
| Tschechoslowakei                                  | – | Niederlande     | 3:0 n. V.            |
| 5. Juni 1938 in Lyon                              |   |                 |                      |
| Schweden                                          | – | Österreich      | kampflos             |

Wiederholungsspiele:
|                                       |   |                 |           |
| 9. Juni 1938 um 18:00 Uhr in Paris    |   |                 |           |
| Schweiz                               | – | Deutsches Reich | 4:2 (1:2) |
| 9. Juni 1938 um 18:00 Uhr in Toulouse |   |                 |           |
| Kuba                                  | – | Rumänien        | 2:1 (0:1) |

### Viertelfinale
|                                                    |   |                  |                      |
| 12. Juni 1938 um 17:00 Uhr in Antibes              |   |                  |                      |
| Schweden                                           | – | Kuba             | 8:0 (4:0)            |
| 12. Juni 1938 um 17:00 Uhr in Lille                |   |                  |                      |
| Ungarn                                             | – | Schweiz          | 2:0 (1:0)            |
| 12. Juni 1938 um 17:00 Uhr in Colombes (bei Paris) |   |                  |                      |
| Königreich Italien                                 | – | Frankreich       | 3:1 (1:1)            |
| 12. Juni 1938 um 17:00 Uhr in Bordeaux             |   |                  |                      |
| Brasilien                                          | – | Tschechoslowakei | 1:1 n. V. (1:1, 1:0) |

Wiederholungsspiel:
|                                        |   |                  |           |
| 14. Juni 1938 um 18:00 Uhr in Bordeaux |   |                  |           |
| Brasilien                              | – | Tschechoslowakei | 2:1 (0:1) |

### Halbfinale
|                                         |   |           |           |
| 16. Juni 1938 um 18:00 Uhr in Marseille |   |           |           |
| Königreich Italien                      | – | Brasilien | 2:1 (0:0) |
| 16. Juni 1938 um 18:00 Uhr in Paris     |   |           |           |
| Ungarn                                  | – | Schweden  | 5:1 (3:1) |

### Spiel um Platz 3
|                                        |   |          |           |
| 19. Juni 1938 um 17:00 Uhr in Bordeaux |   |          |           |
| Brasilien                              | – | Schweden | 4:2 (1:2) |

### Endspiel
| Italien                                                             | Italien | Ungarn | Ungarn | Aufstellung                      |
| ------------------------------------------------------------------- | --- | --- | ------ | -------------------------------- |
| Italien                                                             | \| Sonntag, 19. Juni 1938 um 17:00 Uhr in Colombes (Stade de Colombes) \| \| Ergebnis: 4:2 (3:1) \| \| Zuschauer: 45.000 \| \| Schiedsrichter: Georges Capdeville ( Frankreich) \| \| Spielbericht \|      | \| Sonntag, 19. Juni 1938 um 17:00 Uhr in Colombes (Stade de Colombes) \| \| Ergebnis: 4:2 (3:1) \| \| Zuschauer: 45.000 \| \| Schiedsrichter: Georges Capdeville ( Frankreich) \| \| Spielbericht \| | Ungarn | Aufstellung Italien gegen Ungarn |
| Italien                                                             | Aldo Olivieri – Alfredo Foni, Pietro Rava – Pietro Serantoni, Miguel Andreolo, Ugo Locatelli – Amedeo Biavati, Giuseppe Meazza , Silvio Piola, Giovanni Ferrari, Gino Colaussi Cheftrainer: Vittorio Pozzo | Antal Szabó – Gyula Polgár, Sándor Bíró – Antal Szalay, György Szűcs, Gyula Lázár – Ferenc Sas, Jenő Vincze, György Sárosi , Gyula Zsengellér, Pál Titkos Cheftrainer: Alfréd Schaffer                | Ungarn | Aufstellung Italien gegen Ungarn |
| Italien                                                             | 1:0 Colaussi (6.) 2:1 Piola (16.) 3:1 Colaussi (35.) 4:2 Piola (82.) | 1:1 Titkos (8.) 3:2 Sárosi (70.) | Ungarn | Aufstellung Italien gegen Ungarn |
| Sonntag, 19. Juni 1938 um 17:00 Uhr in Colombes (Stade de Colombes) | | |        |                                  |
| Ergebnis: 4:2 (3:1)                                                 | | |        |                                  |
| Zuschauer: 45.000                                                   | | |        |                                  |
| Schiedsrichter: Georges Capdeville ( Frankreich)                    | | |        |                                  |
| Spielbericht                                                        | | |        |                                  |

## Weltmeistermannschaft
(in Klammern sind die Spiele und Tore angegeben)
| Italien      | |
| Italien 1861 | - Tor: Aldo Olivieri (4/-), Carlo Ceresoli (0/-), Guido Masetti (0/-) - Abwehr: Alfredo Foni (3/-), Eraldo Monzeglio (1/-), Pietro Rava (4/-) - Mittelfeld: Miguel Andreolo (4/-), Aldo Donati (0/-), Mario Genta (0/-), Ugo Locatelli (4/-), Renato Olmi (0/-), Mario Perazzolo (0/-), Pietro Serantoni (4/-) - Sturm: Sergio Bertoni (0/-), Amedeo Biavati (3/-), Bruno Chizzo (0/-), Gino Colaussi (3/4), Giovanni Ferrari (4/-), Pietro Ferraris (1/1), Giuseppe Meazza (4/1), Piero Pasinati (1/-), Silvio Piola (4/5) - Trainer: Vittorio Pozzo |

## Torschützenliste
| Rang | Spieler             | Tore |
| ---- | ------------------- | ---- |
| 1    | Leônidas da Silva 1 | 7    |
| 2    | Gyula Zsengellér 2  | 6    |
| 3    | Silvio Piola        | 5    |
|      | György Sárosi       | 5    |
| 5    | Gino Colaussi       | 4    |
|      | Ernst Willimowski 3 | 4    |
| 7    | André Abegglen      | 3    |
|      | Harry Andersson     | 3    |
|      | Arne Nyberg         | 3    |
|      | José Perácio        | 3    |
|      | Romeu Pellicciari   | 3    |
|      | Gustav Wetterström  | 3    |
| 13   | Ștefan Dobay        | 2    |
|      | Oldřich Nejedlý     | 2    |
|      | Jean Nicolas        | 2    |
|      | Héctor Socorro      | 2    |
|      | Pál Titkos          | 2    |
| 18   | Hendrik Isemborghs  | 1    |
|      | Roberto             | 1    |
|      | Tomás Fernández     | 1    |
|      | José Magriñá        | 1    |

| Rang | Spieler            | Tore |
| ---- | ------------------ | ---- |
| 18   | Vlastimil Kopecký  | 1    |
|      | Josef Košťálek     | 1    |
|      | Josef Zeman        | 1    |
|      | Oscar Heisserer    | 1    |
|      | Émile Veinante     | 1    |
|      | Josef Gauchel      | 1    |
|      | Wilhelm Hahnemann  | 1    |
|      | Vilmos Kohut       | 1    |
|      | Géza Toldi         | 1    |
|      | Pietro Ferraris    | 1    |
|      | Giuseppe Meazza    | 1    |
|      | Arne Brustad       | 1    |
|      | Friedrich Scherfke | 1    |
|      | Iuliu Baratky      | 1    |
|      | Nicolae Kovacs     | 1    |
|      | Alfred Bickel      | 1    |
|      | Eugène Walaschek   | 1    |
|      | Sven Jonasson      | 1    |
|      | Tore Keller        | 1    |
|      | Ernest Lörtscher   | ET   |

Torschützenkönig des gesamten Wettbewerbs (d. h. inkl. Qualifikation) wurde der Ungar Gyula Zsengellér mit 10 Toren.

## Eingesetzte Schiedsrichter
In den 18 Spielen wurden insgesamt 25 Unparteiische aus nur 9 ausnahmslos europäischen Verbänden eingesetzt, 13 Schiedsrichter und 12 zusätzliche Linienrichter. Dabei stellte der gastgebende französische Verband allein 3 Schiedsrichter und 10 Linienrichter. Der Belgier Baert, die weiteren Schiedsrichter Barlassina, Beranek, Birlem, Eklind, Langenus sowie der diesmal als Linienrichter eingesetzte van Moorsel waren auch bei der vorhergehenden WM in Italien schon tätig. Mit drei Platzverweisen im ersten Spiel zwischen Brasilien und der Tschechoslowakei war der Ungar von Hertzka lange Zeit alleiniger Rekordhalter.
| Name                 | Verband            | Anzahl der Spiele als | Anzahl der Spiele als | Platz- verweise |
| Name                 | Verband            | SR                    | LR                    | Platz- verweise |
| -------------------- | ------------------ | --------------------- | --------------------- | --------------- |
| Louis Baert          | Belgien            | 1                     | 1                     | 0               |
| Rinaldo Barlassina   | Königreich Italien | 1                     | 0                     | 0               |
| Alois Beranek        | Deutsches Reich    | 1                     | 2                     | 0               |
| Alfred Birlem        | Deutsches Reich    | 1                     | 1                     | 0               |
| Georges Capdeville   | Frankreich         | 2                     | 1                     | 0               |
| Roger Conrié         | Frankreich         | 1                     | 0                     | 0               |
| Ivan Eklind          | Schweden           | 2                     | 1                     | 0               |
| Pál von Hertzka      | Ungarn             | 1                     | 0                     | 3               |
| Augustin Krist       | Tschechoslowakei   | 1                     | 2                     | 0               |
| John Langenus        | Belgien            | 2                     | 0                     | 1               |
| Lucien Leclercq      | Frankreich         | 2                     | 0                     | 0               |
| Giuseppe Scarpi      | Königreich Italien | 1                     | 2                     | 0               |
| Hans Wüthrich        | Schweiz            | 2                     | 2                     | 0               |
| Linienrichter        |                    |                       |                       |                 |
| Georges Boutoure     | Frankreich         | 0                     | 2                     | 0               |
| Ernest Kissenberger  | Frankreich         | 0                     | 2                     | 0               |
| Paul Marenco         | Frankreich         | 0                     | 4                     | 0               |
| Jean Merckx          | Frankreich         | 0                     | 1                     | 0               |
| Johannes van Moorsel | Niederlande        | 0                     | 3                     | 0               |
| Eugene Olive         | Frankreich         | 0                     | 2                     | 0               |
| Louis Poissant       | Frankreich         | 0                     | 1                     | 0               |
| Charles de la Salle  | Frankreich         | 0                     | 2                     | 0               |
| Victor Sdez          | Frankreich         | 0                     | 2                     | 0               |
| Paul Trehou          | Frankreich         | 0                     | 1                     | 0               |
| Karl Weingartner     | Deutsches Reich    | 0                     | 2                     | 0               |
| Ferdinand Valprede   | Frankreich         | 0                     | 2                     | 0               |
| Gesamt               | Gesamt             | 18                    | 36                    | 4               |

## Öffentliche Wahrnehmung und finanzielle Bilanz
Angesichts der zunehmenden politischen Spannungen, die ein Jahr später in den Ausbruch des Zweiten Weltkriegs mündeten – vom Bürgerkrieg im benachbarten Spanien über „Anschluss“ und Sudetenkrise bis zum Pazifikkrieg in Ostasien –, war in Frankreich im Vorfeld des Turniers nicht unbedingt mit einem großen Zuschauerzuspruch gerechnet worden, zumal der Fußball dort seinerzeit bei weitem nicht die populärste Sportart war. Hinzu kam, dass Spiele dort grundsätzlich nur sonntags stattfanden, während sieben der 18 WM-Begegnungen an anderen Wochentagen angesetzt wurden. Zudem führte die Absicht der Organisatoren, bei den Spielorten möglichst viele Regionen zu berücksichtigen, um das ganze Frankreich zu präsentieren, dazu, dass mit Toulouse und Bordeaux zwei eher rugby- als „fußballaffine“ Städte ausgewählt wurden.
Und schließlich gab es einige Duelle, die auf dem Papier alles andere als attraktiv klangen. Tatsächlich bezahlten bei den drei Auftritten der Kubaner gegen Rumänien und Schweden jeweils weniger als 7.600 Besucher Eintritt; auch Ungarn gegen Niederländisch-Indien und Tschechoslowakei gegen die Niederlande erlebten nur jeweils rund 10.000 Zuschauer im Stadion mit. Hingegen sahen knapp 58.500 Besucher Frankreichs Niederlage gegen Italien, und über 45.000 wohnten dem Finale bei.
Dennoch blieb am Ende der WM ein stattlicher Betrag bei den Veranstaltern übrig, denn vier Millionen Francs auf der Ausgabenseite standen in der abschließenden Bilanz fast sechs Millionen Francs an Einnahmen gegenüber. Somit ergab sich ein Gewinn von fast zwei Millionen Francs, ein Wert, der rechnerisch etwa fünf Millionen neuen Francs (2001) beziehungsweise 800.000 Euro (2002) entspricht. Dabei sind allerdings die Ausgaben der französischen Gebietskörperschaften (Gesamtstaat, Regionen, Départements und Gemeinden) insbesondere für Infrastrukturmaßnahmen und den Stadionneu- (Marseille und Bordeaux) beziehungsweise -ausbau (vor allem Colombes) nicht auf der Kostenseite berücksichtigt worden.
Im Vergleich zu den Weltmeisterschaftsendrunden ab dem letzten Drittel des 20. Jahrhunderts waren Werbung und Vermarktung 1938 außerordentlich bescheiden. Der französische Fußballverband bot neben dem offiziellen Programmheft ein künstlerisch gestaltetes, eigenes WM-Logo und gemeinsam mit der FIFA eine von dem Zeichner Joe Bridge entworfene Postkarte als Souvenir zum Verkauf an. Die französische Post gab zudem eine 1,75-Francs-Briefmarke heraus und das staatliche Eisenbahnunternehmen SNCF hängte Plakate mit den Spielterminen in seinen Bahnhöfen aus.